# 1e Pantserleger
Het 1e Pantserleger (Duits: 1. Panzerarmee) was een Duits tankleger van de Wehrmacht tijdens de Tweede Wereldoorlog. In november 1940 werd Panzergruppe 1 opgericht. In de Wehrmacht vormde een pantsergroep een tactische eenheid, bestaande uit verschillende korpsen, die nauw samenwerkten met een regulier veldleger, maar niet over de ondersteunende diensten van een leger beschikten. Panzergruppe 1 nam deel aan de Balkanveldtocht en vocht daarna als onderdeel van Heeresgruppe Süd aan het oostfront. Vanaf oktober 1941 werd Panzergruppe 1 omgevormd naar een regulier leger. In de zomer van 1942 bereikte het leger de Kaukasus, maar het moest zich terugtrekken. In de Derde Slag om Charkov kon het de Sovjetopmars tijdelijk tot stilstand brengen. In 1944 werd het 1e Pantserleger omsingeld, maar dankzij een succesvolle uitbraak werd een nieuw Stalingrad vermeden. De Sovjets dreven het leger naar Slowakije en ten slotte capituleerde het 1e Pantserleger op 8 mei 1945 bij Praag.

## Krijgsgeschiedenis

### De Joegoslavische campagne
Op 16 november 1940 werd het hoofdkwartier van het 22e Gemotoriseerde Korps omgevormd naar Panzergruppe 1. Als voorbereiding op Operatie Marita, de aanval op Griekenland, werd het hoofdkwartier overgebracht naar Roemenië. De eenheid vormde de linkervleugel van het 12de leger en bestond uit twee gemotoriseerde divisies, drie pantser- en drie infanteriedivisies. Begin maart 1941 veranderde het Duitse aanvalsplan, want behalve Griekenland zou nu ook Joegoslavië worden aangevallen. Panzergruppe 1 vormde de zuidelijke aanvalsgroep, die vanuit Bulgarije in de richting van Belgrado zou aanvallen. Generaal Von Kleist kreeg de beschikking over het 14e Gemotoriseerde Korps, bestaande uit twee pantserdivisies, een bergdivisie en één infanteriedivisie, en het 11de korps, bestaande uit één gemotoriseerde divisie.
Op 8 april 1941 stak Panzergruppe 1 nabij Pirot de grens over. Het 14e Gemotoriseerde Korps. Ondanks het slechte weer en de smalle bergwegen bereikte de voorhoede van de 11e Pantserdivisie op 9 april Niš, dat dezelfde dag werd veroverd. De Duitse tanks trokken verder door de Morava vallei naar Belgrado. Gesteund door de Stuka's vernietigden de pantserregimenten alle tegenstand. Op 12 april bereikten ze de rand van Belgrado.
Wegens de slechte wegen bevond de 5e Pantserdivisie van het 14e Gemotoriseerde Korps zich op 10 april nog steeds rond Pirot. Door de ineenstorting van het Joegoslavische verzet was het niet langer nodig dat ook deze divisie naar Belgrado oprukte. Generaal Von Kleist gaf de eenheid opdracht om terug te keren naar Bulgarije.
Na de val van Belgrado werd Panzergruppe 1 overgedragen naar het Duitse 2e Leger en kreeg de opdracht de restanten van het Joegoslavische leger in Bosnië te vernietigen. Op 14 april 1941 capituleerde Joegoslavië. Panzergruppe 1 nam geen deel aan de aanval op Griekenland, maar werd naar Roemenië verplaatst om uit te rusten, de verliezen aan te vullen en zich te hergroeperen.

### Operatie Barbarossa

#### Tankslag bij Dubno

Slag bij Dubno

Bij de start van Operatie Barbarossa, de aanval op de Sovjet-Unie, vormde Panzergruppe 1 een deel van Heeresgruppe Süd. Deze legergroep bestond – behalve de Panzergruppe – uit drie Duitse infanterielegers en één Roemeens leger. Hij moest alle Sovjet legers tussen de Pripjat moerassen en de Zwarte Zee vernietigen, Oekraïne bezetten en de flank van Heeresgruppe Mitte beschermen.
Aanvankelijk boekten de pantserdivisies dezelfde successen als in Polen en Frankrijk. Ze braken door de buitenste verdediging en overrompelden de vijandelijke grenstroepen. Panzergruppe 1 richtte zijn aandacht op de scheiding tussen het 5e en het 6e Leger. De pantserdivisies sloegen een bres in de verdediging en ze rukten ongehinderd op naar het oosten. Het 3e Gemotoriseerde Korps, bestaande uit twee pantserdivisies en één gemotoriseerde divisie, vormde de noordelijke vleugel en volgde de as Loetsk-Rovno. De tanks van het 48e Gemotoriseerde Korps vormden de centrale aanvalsmacht. Dit korps, dat eveneens bestond uit twee pantserdivisies en één gemotoriseerde divisie, had Ostrov en Doebno als eerste doel. Het 14e Gemotoriseerde Korps beschermde de zuidelijke flank. Dit korps beschikte over één pantserdivisie en twee gemotoriseerde SS-divisies. In totaal beschikte drie korpsen over 728 tanks. In de eerste dagen van de invasie dreef Panzergruppe 1 beide legers van het Zuidwestelijk Front verder uiteen.
Kolonel-generaal M.P. Kirponos, bevelhebber van het Zuidwestelijk Front, kreeg opdracht om zijn gemechaniseerde eenheden te verzamelen en een tegenaanval in te zetten. Hij beschikte over vijf gemechaniseerde korpsen met een totale sterkte hadden van 3429 tanks, waaronder 443 middelzware T34's en zware KV1's. De Luftwaffe had luchtoverwicht en bemoeilijkte elke verplaatsing. Onder druk van Stalin begon kolonel-generaal M.P. Kirponos zijn aanval nog voor alle tankdivisies ter plaatse waren. In plaats van zijn eenheden te concentreren op één plaats, viel hij op drie plaatsen de doorgebroken divisies van Panzergruppe 1 aan.
Op 23 juni 1941 stootte de 14e Pantserdivisie bij Loetsk op het 22e Gemechaniseerde Korps. Een dag later viel het 15e Gemechaniseerde Korps bij Rovno de voorhoede van het 3de gemotoriseerde korps aan. Beide aanvallen dreigden de voorhoede van Panzergruppe 1 te omsingelen. Meer naar het zuiden vielen eenheden van het 4e Gemechaniseerde Korps de 71e Infanteriedivisie aan. Een dag later wierp kolonel-generaal M.P. Kirponos nog twee korpsen in de strijd. Het 9de gemechaniseerde korps viel frontaal het 3e Gemotoriseerde Korps bij Rovno aan en het 19e Gemechaniseerde Korps viel de zuidelijke flank van het 48e Gemotoriseerde korps tussen Ostrov en Doebno aan.
De Duitsers werden compleet verrast door de aanval. Hun antitankkanonnen slaagden er niet in het pantser van de T-34's en KV-1's te doorboren. Ook waren de PzKpfw III niet opgewassen tegen de Sovjettanks. Na de aanvankelijke verrassing herstelden de Duitsers zich en de pantserdivisies groeven zich in. Tanks, artillerie en infanterie bouwden in snel tempo hun posities uit tot ware forten. Zonder steun van infanterie konden de Sovjettanks deze egelstellingen niet veroveren. Ondertussen bestookte de Luftwaffe opslagplaatsen, bruggen en wegen in de achterhoede van het Zuidwestelijk Front. De gemechaniseerde korpsen kregen een gebrek aan munitie en brandstof. De tanks, die tot stilstand waren gekomen, waren een gemakkelijke prooi voor de Stuka's. Op 30 juni 1941 was de tankslag bij Brody voorbij. Tegen een erg hoge prijs had kolonel-generaal M.P. Kirponos de Duitse opmars vertraagd. Het Zuidwestelijk Front had meer dan 90% van zijn tanks verloren.

#### Uman en Kiëv

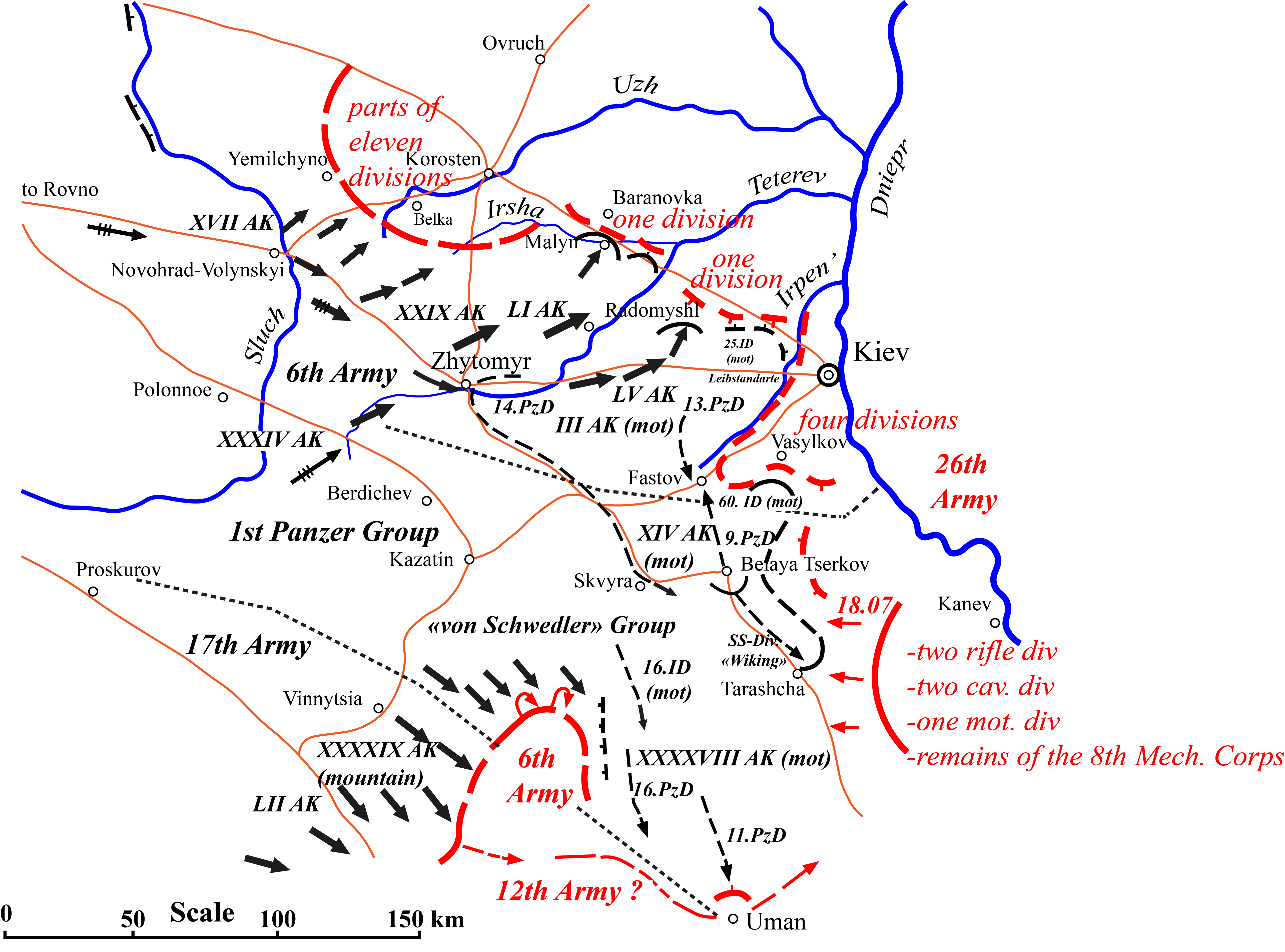
Manoeuvres ten westen van de Dnjepr

Na de Tankslag bij Brody hervatte Panzergruppe 1 zijn opmars. De legers van het Zuidwestelijk Front trokken zich terug naar de Stalinlinie, een reeks van onafgewerkte fortificaties die zich uitstrekte tussen de Pripjatmoerassen en de Zwarte Zee. Het 3e Gemotoriseerde Korps en het 48e Gemotoriseerde Korps braken door de linie. De Sovjets trokken zich verder terug. Kolonel-generaal M.P. Kirponos concentreerde zijn verdediging op de toegangswegen naar Kiev en hij hield stand tegen de eerste Duitse aanval. Zodra de infanteriedivisies van het 6de Leger waren gearriveerd, kon kolonel-generaal Von Kleist zijn eenheden losmaken uit het gevecht ten westen van Kiev. Hij zag de kans om twee legers van het Zuidelijk Front te omsingelen.Panzergruppe 1 zwenkte naar het zuidoosten. Op 31 juli 1941 bereikte het 48e Gemotoriseerde Korps Talne op 50 kilometer ten oosten van Oeman. Kolonel-generaal Von Kleist stuurde zijn tanks verder naar Pervomajsk en op 2 augustus 1941 ontmoette het 14de Gemotoriseerde Korps de voorhoede van het 11e Leger aan de oever van Sinyuha. De Sovjets reageerden te laat om hun troepen terug te trekken. Het grootste deel van het 6de Leger en het 12de Leger werden omsingeld ten oosten van Oeman. De Sovjets hielden stand en de tanks van Panzergruppe 1 moest de infanteriedivisies van het 11e Leger helpen bij de vernietiging van de pocket. Op 8 augustus 1941 gaven de laatste Sovjets zich over.

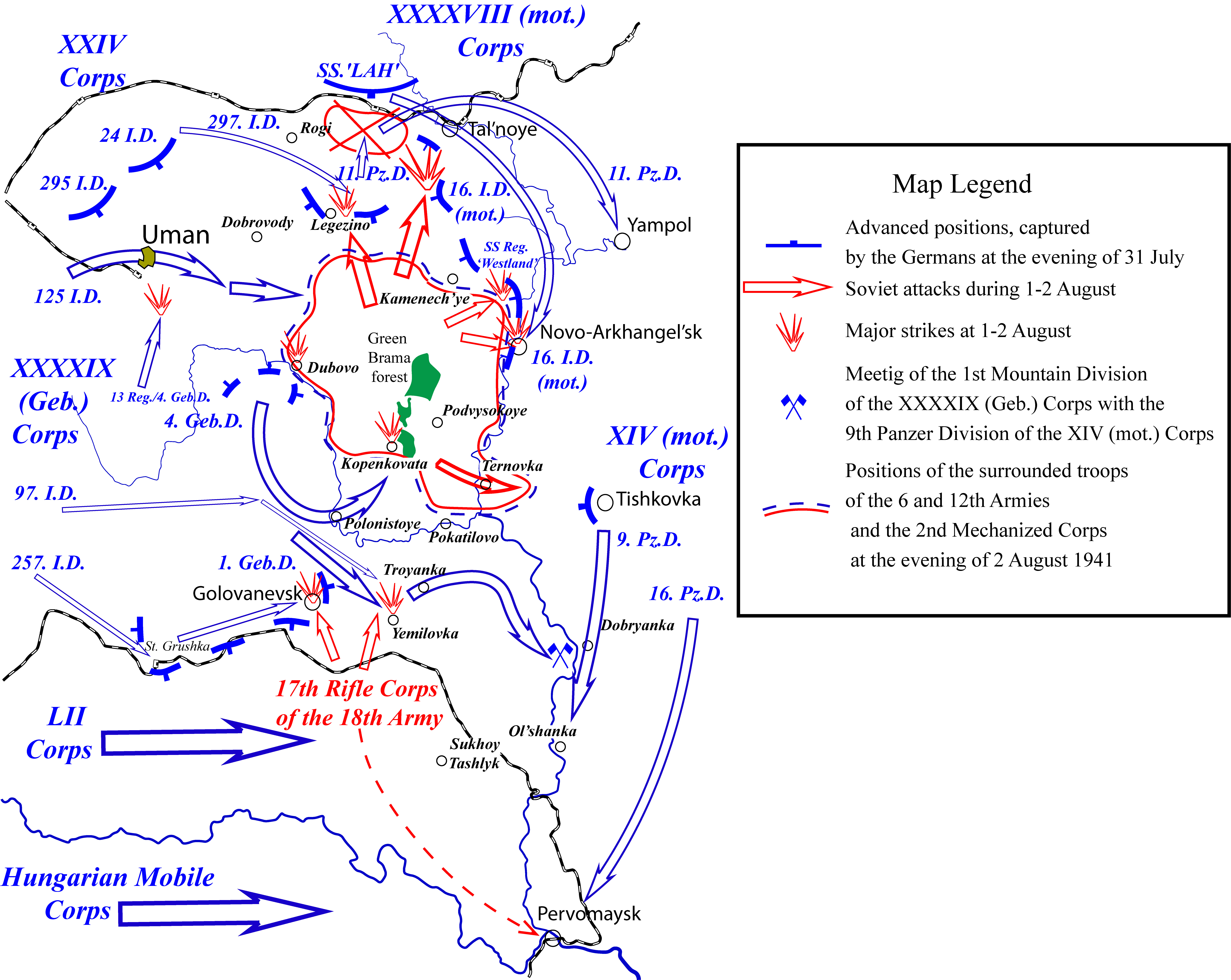
De Kessel van Oeman

Generaal Von Kleist hergroepeerde zijn eenheden en de pantserdivisies volgden de rechteroever van de Dnjepr. Op 25 augustus veroverden ze een bruggenhoofd bij Dnjepropetrovsk en Zaporizja. De meeste pantserdivisies waren sinds 22 juni 1941 onafgebroken in actie geweest en de voertuigen waren dringend toe aan onderhoud. Om zijn verliezen aan te vullen werd op 26 augustus 1941 het Italiaans Expeditiekorps aan Panzergruppe 1 toegevoegd. Het CSIR (Corpo di Spedizione Italiano in Russia) bestond uit twee gemotoriseerde divisies en een cavaleriedivisie. Het telde 59.000 soldaten, 60 verouderde tanks, 5000 voertuigen en 220 kanonnen. Von Kleist zette hen in om overgebleven weerstandsnesten te vernietigen.
Op 19 juli had Adolf Hitler beslist dat de opmars naar Moskou werd opgeschort. Eerst moesten de flanken van Heeresgruppe Mitte worden beschermd. Panzergruppe 2 kreeg de opdracht om naar het zuiden te zwenken en samen met Panzergruppe 1 het Zuidwestelijk Front te omsingelen. Op 12 september begon Panzergruppe 1 zijn opmars naar het noorden. Von Kleist trok het 48e Gemotoriseerde korps terug uit het bruggenhoofd bij Dnjepropetrovsk. Zijn andere korpsen, die hun beste voertuigen hadden moeten overdragen aan het 48ste Gemotoriseerde Korps, bleven in de Dnjeprbocht achter. Het korps ging stroomopwaarts naar het bruggenhoofd van 17e Leger bij Kremenchug. De aanval verraste de Sovjets, die een aanval in de richting van Rostov hadden verwacht. De 16e Pantserdivisie legde de eerste dag meer dan 50 kilometer af. De 9e Pantserdivisie volgde haar op de voet. Op 17 september sloot de ring zich bij Lochvytsja. Meer dan 600.000 soldaten van het Zuidwestelijk Front gaven zich over.

#### Zee van Azov en Rostov
Na de vernietiging van het Zuidwestelijk Front richtte Heeresgruppe Süd zijn aandacht op het Zuidelijk Front. Panzergruppe 1 kreeg de opdracht om vanuit de bruggenhoofden aan de Dnjepr uit te breken en naar Berdjansk, aan de kust van de Zee van Azov, op te rukken. Als de aanval lukte, dan zouden de Sovjetlegers tussen de pantserdivisies en de infanteriedivisies van het 17e Leger worden geplet. Panzergruppe 1 bestond nog slechts uit twee Duitse gemotoriseerde korpsen en één Italiaanse korps nadat het 48ste gemotoriseerde korps aan Panzergruppe 2 was overgedragen voor de aanval op Moskou. Op 1 oktober gingen de pantserdivisies in de aanval. Het 14e Gemotoriseerde Korps vormde de rechterflank en het 3de gemotoriseerde korps de linkervleugel. Het Italiaanse korps dekte de flank van Panzergruppe 1. Op 3 oktober viel Melitopol en op 7 oktober stonden de tanks aan de Zee van Azov. Twee legers van het Zuidelijk Front (het 9e en het 18e Leger) waren omsingeld. Meer dan 100.000 soldaten en 212 tanks vielen in Duitse handen.
Veldmaarschalk Von Rundstedt, commandant van Heeresgruppe Süd, gaf Panzergruppe 1 opdracht om langs de kust op te rukken naar Rostov. Kolonel-generaal Von Kleist kreeg versterking in de vorm van het 49e Bergkorps, bestaande uit de 1e Bergdivisie en de 4e Bergdivisie. Op 17 oktober 1941 stak het 3e Gemotoriseerde Korps de Mioes over. De 13e Pantserdivisie en SS-Divisie Leibstandarte Adolf Hitler veroverden Taranog, maar daarna begon de Raspoetitsa. De wegen veranderden in modderpoelen en de Duitse opmars vertraagde. De 13e Pantserdivisie bleef de verharde kustweg volgen, maar alle alternatieve wegen waren onberijdbaar. De bevoorrading van het hele korps hing af van één weg. Meer naar het noorden was ook de opmars van het 14e Gemotoriseerde Korps bijna tot stilstand gekomen. De linkerflank van het korps werd beschermd door de twee bergdivisies, die tijdens de Raspoetitsa het tempo van de tankdivisies konden bijhouden. De bergdivisies waren getraind om zich op moeilijke terreinen te verplaatsen. De Duitsers verloren het contact met de terugtrekkende Sovjets.
Op 25 oktober 1941 werd Panzergruppe 1 omgedoopt naar het 1e Pantserleger. Begin november 1941 sloeg het weer om. De vorst verhardde de bodem zodat de opmars kon worden hervat. Op 21 november viel Rostov en de 1. SS-Panzer-Division Leibstandarte-SS Adolf Hitler stak de Don over. Op 22 november vielen drie legers van het Zuidelijk Front de flank van het 1e Pantserleger aan. Maarschalk Timosjenko concentreerde zijn aanval tegen het 14e Gemotoriseerde Korps en de Italianen. De Duitsers sloegen de eerste aanvallen af, maar de Sovjets wierpen meer eenheden in de strijd. Von Kleist besefte dat zijn verspreide troepen kwetsbaar waren voor een omsingeling en hij beval een terugtocht naar de Mioes. Op 30 november weigerde veldmaarschalk Von Rundstedt het bevel te herroepen en hij werd vervangen als commandant van Heeresgruppe Süd door veldmaarschalk Von Reichenau. Op 2 december 1941 vloog Adolf Hitler naar Marioepol voor overleg met Von Reichenau en Von Kleist. Nadat hij de situatie ter plaatse had gezien, keurde hij de beslissing van Von Kleist goed. Ondertussen trokken de Duitse divisies zich op een ordelijke manier terug naar het westen. Op strategische plaatsen lieten ze een achterhoede achter om de opmars van het Zuidelijk Front te vertragen.

#### Winteroffensief
Begin januari 1942 bevond het 1e Pantserleger zich in een sterke defensieve positie achter de rivier. Het 3e Gemotoriseerde Korps (drie pantserdivisies, een gemotoriseerde divisie, een infanteriedivisie en de SS-divisie Leibstandarte Adolf Hitler) vormde de rechterflank. De centrale sector werd verdedigd door het 14e Gemotoriseerde Korps (een pantserdivisie, een Jägerdivision, SS-divisie Wiking en de Slowaakse divisie). De twee bergdivisies van het 49ste Bergkorps vormden de linkervleugel. Alle divisies waren ver beneden hun normale sterkte. 
Tijdens het begin van het winteroffensief van het Rode Leger bleef de sector van het 1e Pantserleger relatief kalm. Op 18 januari 1942 viel het Zuidelijk Front het 17e Leger aan, dat zich ten noorden van het 1e Pantserleger bevond. Het 57e Leger, gesteund door drie cavaleriekorpsen, forceerde een opening in de Duitse linie. Het offensief dreigde de beide legers te omsingelen tegen de Zee van Azov. 
Om de verdediging te coördineren voegde veldmaarschalk Von Bock het 17e Leger samen met het 1e Pantserleger in Armeegruppe von Kleist, onder bevel van kolonel-generaal Von Kleist. Onmiddellijk stuurde hij het 3e Gemotoriseerde Korps, dat nog maar over 75 gevechtsklare tanks beschikte, naar het noorden om de bres te dichten. Tussen 30 januari en 10 februari kwam het tot hevige gevechten ten zuiden van Barvinkove. De Duitse tanks slaagden er niet in de Sovjets te verdrijven, maar ze dwongen maarschalk Timosjenko tot een hergroepering van zijn de troepen. Het 57e Leger sloeg de aanval af, maar ze konden hun eigen opmars niet hervatten. In de tweede week van februari 1942 begon het te dooien en namen de gevechten af.

### Operatie Blau

#### Tweede Slag om Charkov

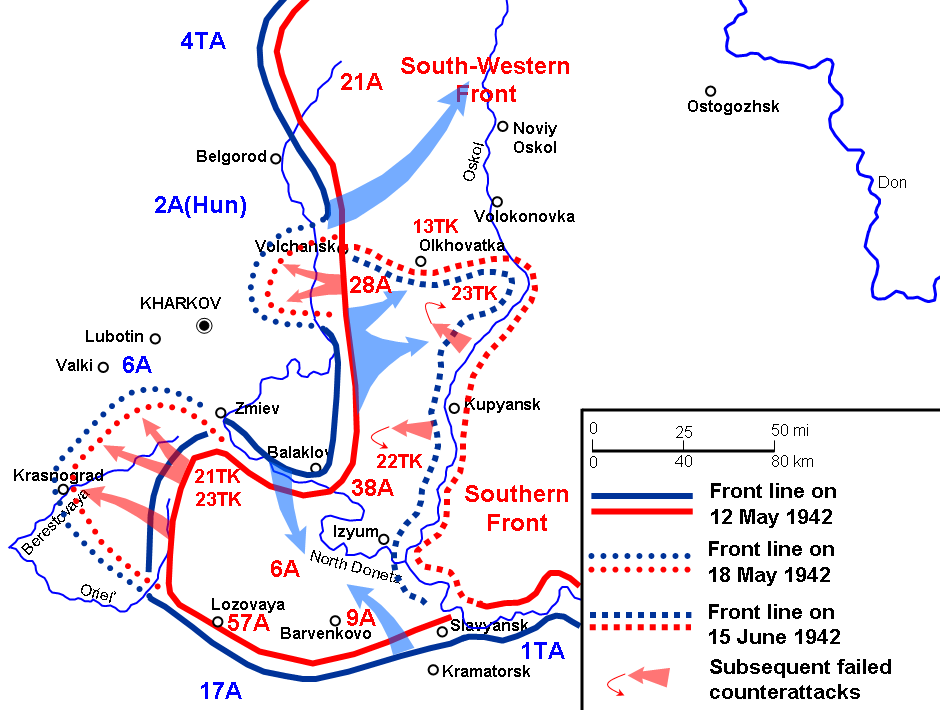
Tweede Slag om Charkov

In de lente van 1942 concentreerden de Duitsers en de Sovjets zich op het zuidelijke deel van het oostfront. Als voorbereiding op Fall Blau, de opmars naar Stalingrad en de Kaukasus, moesten het Duitse 6e Leger en het 1e Pantserleger de vier Sovjetlegers in de Izjoem saillant vernietigen. Deze uitstulping ten zuiden van Charkov had zich in het Winteroffensief van 1941 gevormd. De plannen van de Sovjets waren gelijkaardig. De vier legers van het Zuidwestelijk Front moesten vanuit de saillant oprukken naar het westen en de Duitse troepen bij Charkov omsingelen.
Op 11 mei 1942 begon de Tweede Slag om Charkov. De Sovjets gingen als eerste in de aanval. De noordelijke arm van hun tangbeweging liep vast in de stellingen van het Duitse 6de leger. Aanvankelijk boekten ze meer succes in het zuiden, maar door de opmars naar Charkov lieten ze hun zuidelijke flank ongedekt. Von Kleist liet het 1e Pantserleger 90° naar het noorden zwenken. Op 17 mei vielen de drie korpsen van het 1e Pantserleger aan. Het 3e Gemotoriseerde Korps rukte 40 km ongehinderd op en bereikte Barvinkove. Het 11e Korps, waaronder drie Roemeense divisies, beschermde de westelijke flank van het gemotoriseerde korps en veroverde Lozova. Aan de andere flank bereikte veroverde het 52e Korps Slavjansk. Pas na twee dagen reageerden de Sovjets. Het 57e Leger en het 2e Cavaleriekorps probeerden het 3e Gemotoriseerde Korps te omsingelen, maar ze waren niet opgewassen tegen de Duitse pantserdivisies.
Op 23 mei ontmoette de voorhoede van de 16e Pantserdivisie de tanks van de 23e Pantserdivisie en de omsingeling was compleet. Gedurende de laatste week van mei vernietigden de Duitsers 1.200 tanks en voertuigen en ze namen meer dan 250.000 soldaten gevangen.

#### Opmars naar de Kaukausus
Het oorspronkelijke doel van het Duitse zomeroffensief, Fall Blau, was de vernietiging van het Zuidwestelijk Front en de verovering van de olievelden bij Bakoe. Het 1e Pantserleger vormde de zuidelijke arm van tangbeweging, die samen met het 6e Leger en het 4e Pantserleger de Sovjets ten oosten van Voronezj moesten omsingelen. Toen het Duitse offensief begon, bleek dat de Sovjets hun les het voorbije jaar hadden geleerd. In plaats van stand te houden en zich te laten omsingelen, trokken ze zich terug voor de tang zich sloot. Adolf Hitler veranderde de plannen van Fall Blau. Het 1e Pantserleger, gesteund door het 4e Pantserleger, moest naar het zuiden zwenken en in samenwerking met het 17e Leger de Sovjeteenheden bij Rostov omsingelen. Daarna moesten beide pantserlegers naar de olievelden oprukken. Enkele dagen veranderde Hitler de plannen nogmaals. Heeresgruppe Süd werd gesplitst in twee nieuwe legergroepen. Heeresgruppe A, bestaande uit het 17e Leger en het 1e Pantserleger, kreeg de opdracht om de olievelden te veroveren en de beide andere legers moesten naar Stalingrad oprukken. Het 4e Pantserleger zwenkte opnieuw naar het noorden. Deze veranderingen betekenden een zware aanslag op de brandstofvoorraad van de pantserdivisies.
Op 17 juli 1942 begon de aanval van het 1e Pantserleger. Het 40e Pantserkorps stak de Don over bij Nikolajevka. Meer naar het westen staken de divisies van het 3e Pantserkorps bij Melichovskaja de rivier over. Op 25 juli 1942 stak ook het 57e Pantserkorps bij Batajsk de Don over. In het spoor van de pantserkorpsen volgden de infanteriedivisies van het 44e Legerkorps en het Italiaanse expeditiekorps. Ten zuiden van de rivier vormde de open steppe een ideaal landschap voor de snelle opmars van de pantserdivisies. De 23 Pantserdivisie veroverde op 3 augustus Stavropol en op 6 augustus viel Armavir in Duitse handen. De Sovjets trokken zich sneller terug dan de Duitsers oprukten. Op 9 augustus veroverden de Duitsers de olievelden bij Majkop, die slechts gedeeltelijk waren vernietigd door de Sovjets.
Op 10 augustus vestigde de 3e Pantserdivisie een bruggenhoofd over de Koema en veroverde Piatigorsk. Het pantserleger rukte steeds verder naar het oosten op. Ze veroverden veel terrein, maar ze slaagden er niet in de Sovjetlegers te vernietigen. Meer naar het westen ondervond het 17e Leger wel hinder van sterke Sovjet-tegenstand in het bergachtige terrein. Kolonel-generaal Von Kleist kreeg de opdracht het 57e Pantserkorps en het 44e Legerkorps over te dragen. Beide korpsen moesten de westelijke passen in de Kaukasus veroveren en de opmars van het 17e Leger langs de Zwarte Zee kust ondersteunen. Als vervanging kreeg hij het 52e Korps, maar dit korps bestond uit twee niet-gemotoriseerde infanteriedivisies. Dit korps kreeg de onmogelijke opdracht om contact te houden met het naburige 4e Pantserleger. Het 3de pantserkorps en het 40e Pantserkorps moesten de opmars naar Terek verderzetten en de olievelden bij Grozny veroveren.
In augustus kwam de opmars tot stilstand. De brandstof voor de tanks moest worden aangevoerd met vrachtwagens, die bijna evenveel brandstof verbruikten als ze vervoerden. De Duitse vrachtwagens leden onder de slechte wegen. De terugtrekkende Sovjets vernietigden systematisch alle infrastructuur. Bruggen werden opgeblazen, kruispunten werden ondermijnd en wegen werden versperd. De Luftwaffe werd ingezet, maar ze konden slechts een fractie van de benodigde brandstof aanvoeren. Een pantserdivisie verbruikte 300 ton brandstof per dag, maar de transportvliegtuigen konden slechts 40 ton aanvoeren.
Op 25 augustus had Von Kleist voldoende voorraden verzameld en hij hervatte zijn opmars. Het 40e Pantserkorps veroverde Mozdok en op 2 september vestigde het 3e Pantserkorps een bruggenhoofd over de Terek. De logistieke problemen begonnen opnieuw en de Duitse opmars vertraagde. Begin september 1942 moest het 1e Pantserleger de 22e Pantserdivisie afstaan aan het 6e Leger. Enkele dagen werd ook het Italiaanse expeditiekorps teruggetrokken. De Italianen vormden de kern van het nieuw opgerichte 8e Italiaanse Leger, dat de flank van het Duitse 6e Leger moest beschermen. Na deze verzwakking beperkte het 1e Pantserleger zich tot lokale acties. Begin september 1941 vormde het 40e Pantserkorps de uiterste linkerflank van het leger, maar het korps bestond nog slechts uit de 13e Pantserdivisie en gevechtsgroepen van de 3e Pantserdivisie. Ze hadden enkele bruggenhoofden over het Leninkanaal, maar ze waren er niet in geslaagd om verder op te rukken naar Grozny. De rechterflank werd gevormd door het 3e Pantserkorps, bestaande uit de 23e Pantserdivisie en de Roemeense 2e Bergdivisie die zich op de noordelijke oever van de Baksan bevonden. De twee infanteriedivisies van het 52e Korps vormden de verbinding tussen de beide korpsen. Von Kleist kreeg de SS-divisie Wiking als versterking, maar hun aanval liep vast. Daarna verlegde hij zijn aanval naar het westen. De Roemenen staken de Baksan over en veroverden Nalchik. De 13e Pantserdivisie veroverde Gizel 5 km ten noordwesten van Ordzhonikidze, het bevoorradingsdepot van het Rode Leger. Dit was de uiterste opmars van het 1e Pantserleger. De Sovjets voerden versterkingen aan en ze dreven de pantserdivisie terug. Op 9 november ontruimden de Duitsers Gizel en ze trokken zich achter de Terek terug. De lage temperaturen en de sneeuwbuien verhinderden elke beweging.

#### Terugtocht naar Rostov
Na de mislukte ontzettingspoging bij Stalingrad kreeg Von Kleist toestemming om zijn eenheden terug te trekken. De Sovjet bevonden zich minder dan 50 kilometer van Rostov, de enige ontsnappingsroute voor het pantserleger. De Duitse divisies bevonden zich op meer dan 400 kilometer van de stad. Achtervolgd door het 44e Leger bereikte het 1e Pantserleger op 7 januari de Kuma. Hier hielden de Duitsers vier dagen stand om hun eenheden uit te rusten en te hergroeperen. Veldmaarschalk Von Manstein, bevelhebber van de pas opgerichte Heeresgruppe Don, wilde de pantserdivisies van het 1e Pantserleger gebruiken om Stalingrad te ontzetten. Generaal Von Kleist informeerde hem dat het 1e Pantserleger geen hulp kon bieden, maar vocht om te overleven. Onder druk van het Noord-Kaukasisch Front trokken de drie korpsen zich steeds verder terug. In de tweede helft van januari 1943 stabiliseerde het front zich rond Rostov. Op 22 januari bereikte de eerste eenheden van het 3e Pantserkorps de stad en in de daaropvolgende dagen stak de rest van het leger de rivier over.

#### Derde Slag om Charkov
De Sovjets wilden gebruik maken van de wanorde waarin de Duitse troepen zich bevonden. Stavka wilde Charkov bevrijden, de industriegebieden van het Donetsbekken veroveren en Heeresgruppe Süd over de Dnjepr terugdrijven. De aanval zou worden uitgevoerd door het Voronezj Front en het Zuidwestelijk Front. Op 13 januari 1943 begon de aanval. In twee weken versloegen de Sovjets het Hongaarse 2e Leger en het Italiaanse 8e Leger, maakten 80.000 gevangen en rukten 120 km op. Veldmaarschalk Von Manstein trok zijn eenheden steeds verder terug. Op 8 februari bevrijdden de Sovjets Koersk en op 12 februari bereikten ze Charkov. Door een bres van 100 km rukten de Sovjets op naar de Dnjepr.
Het 1e Pantserleger had zich in een brede boog rond Debaltsevo opgesteld. Het 30e Korps vormde de zuidelijke flank en hield contact met Armee-Abteilung Hollidt die de linie aan de Mioes verdedigde. De slagkracht van het leger bestond uit het 40e Pantserkorps, bestaande uit de 7e Pantserdivisie en de 11e Pantserdivisie, en het 3e Pantserkorps, bestaande uit de 3e Pantserdivisie, de 17e Pantserdivisie en de SS-Pantserdivisie Wiking.
Op 17 februari 1943 begon het Duitse tegenoffensief. Het 3de pantserkorps en het 40e Pantserkorps vielen de flank van het Zuidwestelijk Front aan. Samen met het 4e Pantserleger en de tanks van het SS-Pantserkorps omsingelden ze het 6e Leger en de Mobiele Groep Popov. Op 27 februari heroverden de Duitsers Lozovaja en dreven de Sovjets terug over de Donets. Het Zuidwestelijk Front verloor 32.000 man, 615 tanks en 423 kanonnen. De strijd verplaatste zich naar het noorden en het front van het 1e Pantserleger stabiliseerde zich.

### Oekraïne

#### Terugtocht naar de Dnjepr

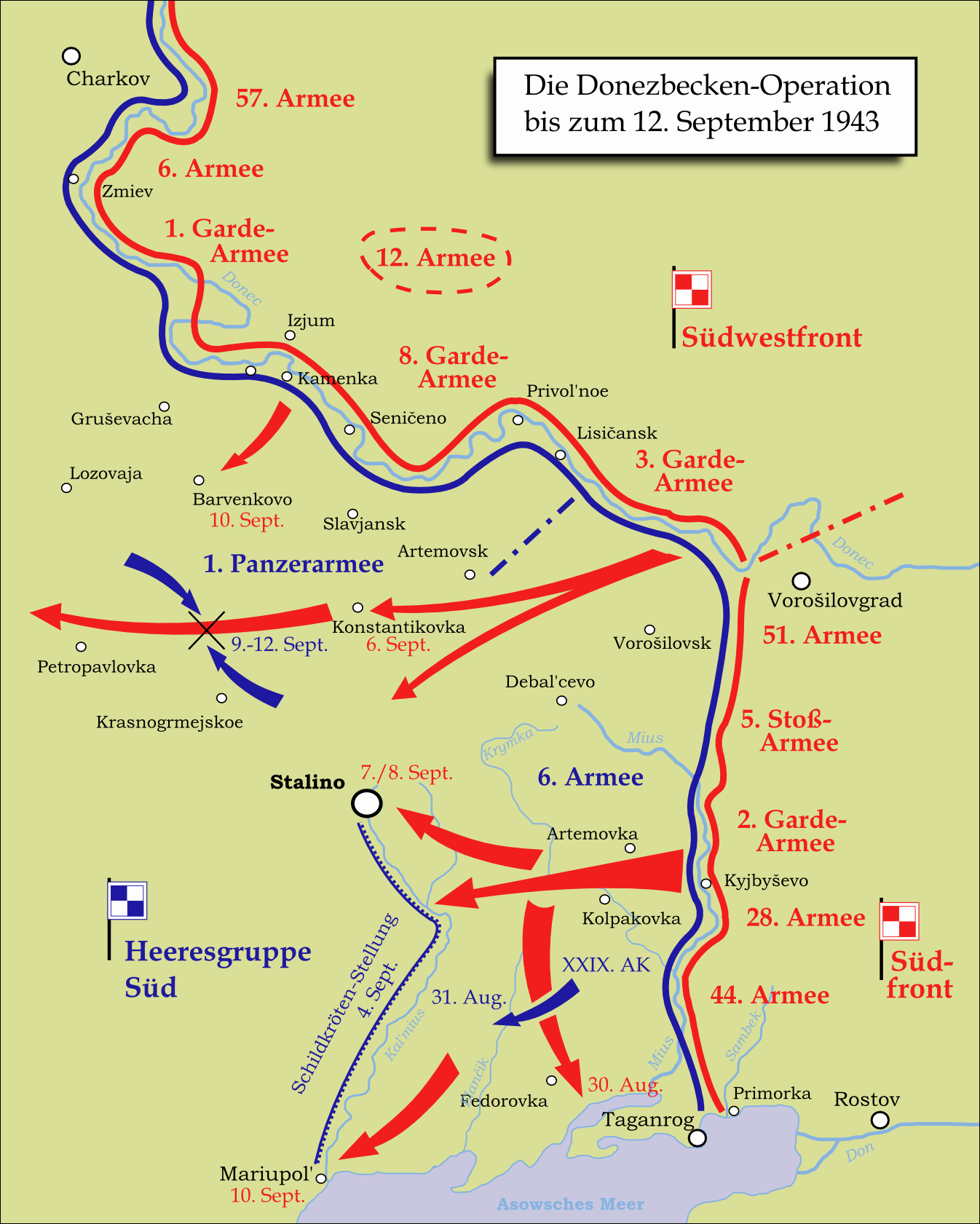
Het Sovjetoffensief in augustus 1943

Het 1e Pantserleger speelde geen rol tijdens Operatie Citadel. Het was verantwoordelijk voor een frontsector van Izjoem tot Bachmoet. Generaal Von Mackensen had zijn pantserdivisies moeten afstaan voor het offensief. Zijn leger was nog slechts in naam een pantserleger. Het 40e Pantserkorps, bestaande uit drie infanteriedivisies, vormde de linkervleugel. De centrale sector werd verdedigd door de drie infanteriedivisies van het 30e Korps en het 57e Pantserkorps, eveneens bestaande uit drie infanteriedivisies vormde de rechterflank. Zijn gebrek aan tanks compenseerde generaal Von Mackensen met een sterke verdediging in de diepte op de rechteroever van de Donets. Op 17 juli 1943 lanceerde het Zuidwestelijk Front het Izjoem-Barenkovo-offensief. Drie Sovjetlegers vielen de stellingen van het 1e Pantserleger aan. Het 1e Gardeleger en het 8e Gardeleger vestigden enkele bruggenhoofden, maar hun opmars verliep traag. De hardnekkige verdediging gaf Von Manstein tijd om reserves aan te voeren. Het 1e Pantserleger kreeg twee pantserdivisies van het 24e Pantserkorps en de beide divisies deden een succesvolle tegenaanval. Op 27 juli trokken de Sovjets zich terug. Ze hadden 38.000 man verloren in de gevechten.
In augustus 1943 gingen de legers van het Zuidwestelijk Front opnieuw in de aanval. Aanvankelijk hielden de divisies van het 1e Pantserleger stand, maar op 23 augustus begon de linie af te brokkelen. Het 40e Pantserkorps beschikte nog slechts over 6.000 soldaten en het was niet langer in staat om een ononderbroken linie te bemannen. Op 27 augustus vroeg veldmaarschalk Von Manstein toestemming om zich terug te trekken achter de Dnjepr. Na lang aarzelen gaf Hitler op 31 augustus toestemming om naar de Kalmioes terug te trekken. Op 4 september bereikte het 1e Pantserleger zijn nieuwe linie, maar op dezelfde dag viel het 1e Gemechaniseerde Gardekorps aan op de scheidingslijn tussen het 1e Pantserleger en het 6e Leger. De Sovjets braken door de verdediging en ze rukten op naar het westen. Op 8 september bereikten ze Pavlohrad en ze stonden op 40 kilometer van de Dnjepr. Generaal Von Mackensen verzamelde zijn laatste reserves. Twee pantserdivisies vielen de flank van de doorgebroken Sovjets aan. De Sovjets waren te snel opgerukt en er was een openingen ontstaan tussen de snellere tankeenheden en de tragere infanteriedivisies. Het 1e Gemechaniseerde Garde Korps en het 13e Tankkorps werden omsingeld. De Duitsers beschikte niet over voldoende troepen om de omsingeling te versterken en op 14 september braken de twee korpsen door de omsingeling. Hoewel Von Mackensen er niet was in geslaagd de twee vijandelijke korpsen te vernietigen, had hij wel de verbinding met het 6e Leger hersteld.
Het Zuidwestelijk Front vertraagde zijn opmars om zich te hergroeperen. Deze vertraging gaf Von Mackensen de kans om zijn eenheden los te maken uit de strijd. Hij kreeg de toestemming om zich achter de Dnjepr terug te trekken. Ook de rest van Heeresgruppe Süd trok zich terug. De Duitsers bouwen een sterke linie op de westelijke oever en ze behielden sterke bruggenhoofden bij Krementsjoek, Zaporizja en Nikopol. Het bruggenhoofd bij Zaporozje werd verdedigd door het 40e Pantserkorps en het 17e Korps. Dit bruggenhoofd vormde het noordelijke scharnierpunt van de zogenaamde Wotan-linie, die van Zaporozje naar de Zee van Azov liep. Ten zuiden van deze beide korpsen bevonden zich het 4e Korps en het 29e Korps, die de toegangswegen tot Nikopol verdedigden. Het 57e Pantserkorps, 30e Korps en 52e Korps vormden de linkervleugel van het leger. Op papier vormde het 1e Pantserleger een geduchte strijdmacht, maar de meeste divisies waren niet op volle sterkte. Ook was er een gebrek aan tanks, gemechaniseerde kanonnen en vrachtwagens. Op 1 oktober 1943 ondernam het Zuidwestelijk Front een eerste poging om het bruggenhoofd bij Zaporozje te vernietigen. De Duitsers sloegen de aanval af, maar op 8 oktober gingen het 3e Gardeleger en het 8e Gardeleger opnieuw in de aanval. Gesteund door een enorme artilleriebarrage liepen de Sovjets de verdedigers onder de voet. In de daaropvolgende dagen trokken beide korpsen zich terug naar de stad, ontruimden de rest van het bruggenhoofd, trokken zich achter de rivier terug en bliezen de bruggen op.

#### Slag aan de Dnjepr
De strijd verplaatste zich naar de linkervleugel van het 1e Pantserleger. Op 14 oktober 1943 viel het Zuidwestelijk Front, dat vanaf 20 oktober het 2e Oekraïense Front werd genoemd, het 30e Korps aan. Drie Sovjetlegers staken de rivier over, braken door de dunne verdedigingslinie ten noorden van Dnjepropetrovsk en begonnen aan de opmars naar Kryvy Rih. 
Met deze aanval dreigden ze het 1e Pantserleger en het 6e Leger in Dnjepr-bocht te omsingelen. Op 18 oktober viel Pjatichatka in handen van het 5e Garde-tankleger. Ze naderden het strategische spoorwegknooppunt in Kryvy Rih. Haastig begonnen de Duitsers versterkingen aan te voeren van minder bedreigde frontsectoren. Het 8e Leger moest twee pantserdivisies afstaan. Uit de reserve van de legergroep werd de 3. SS-Panzer-Division Totenkopf vrijgegeven en vanuit Italië waren nog twee pantserdivisies onderweg. Het zou enkele dagen duren voor alle versterkingen ter plaatse waren. Generaal Von Mackensen kon niet langer afwachten en hij begon met zijn tegenaanval zodra hij de divisies van het 8e Leger had gekregen. De 13e en de 14e Pantserdivisie vielen het 5e Garde-tankleger in de flank aan en ze vernietigden het grootste deel van twee gemechaniseerde korpsen. 
De Sovjets panikeerden en ze moesten zich 20 km terugtrekken. Begin november 1943 stabiliseerde het front zich. Het 1e Pantserleger, onder bevel van generaal Hube, had de opmars van het 2e Oekraïense Front tijdelijk tot stilstand gebracht, maar kon niet verhinderen dat de Sovjets een groot bruggenhoofd op de westelijke oever van de Dnjepr hadden gevestigd en nieuwe troepen aanvoerden. De Duitse divisies bezetten een dun bezette linie van Tsjerkasy tot Zaporizja.

#### Djnepr-Karpaten-offensief
Op 24 december 1943 begon het 1e Oekraïense Front met het Dnjepr-Karpaten-offensief. Over een lengte van 28 km vielen vijf legers de linkervleugel van Heeresgruppe Süd aan. Het 4e Pantserleger brak in drie stukken uiteen. Veldmaarschalk Von Manstein probeerde de gaten in het front te dichten, waarbij hij zich concentreerde op de zuidelijke bres. Door deze opening rukten het 1e Tankleger en het 40e Leger op naar Zjmerynka. De aanval van het 1e Oekraïense Front dreigde Heeresgruppe Süd af te snijden. 
Von Manstein haalde het 1e Pantserleger uit de frontlijn en plaatste het tussen het 4e Pantserleger en het 8ste Leger. Hij vestigde het hoofdkwartier nabij Oeman en hij plaatste het 7e Korps en het 24e Pantserkorps onder bevel van Hube. Als reserve kreeg Hube het 3e Pantserkorps, bestaande uit de 16e Pantserdivisie en de 17e Pantserdivisie, die zich ten ten oosten van Vinnytsja bevonden. Het 8e Leger kreeg opnieuw de opdracht om twee pantserdivisies over te dragen naar het 3e Pantserkorps zodat het 1e Pantserleger over voldoende slagkracht zou bezitten, maar deze divisies waren reeds in een hevige strijd verwikkeld en ze konden zich niet losmaken.
Hube kreeg de opdracht om de zuidelijke aanval van het 1e Oekraïense Front te blokkeren en het contact met het 4e Pantserleger te herstellen. Op 10 januari 1944 had het 1e Tankleger een opening geforceerd tussen het 3de pantserkorps en het naburige 46e Pantserkorps van het 4de pantserleger. De Sovjetlegers naderden Oeman en Zjmerinka. Von Manstein plaatste het 46e Pantserkorps onder bevel van het 1e Pantserleger en op 15 januari vielen beide Duitse korpsen de flanken van het 40e Leger en het 1e Tankleger aan. Regen en sneeuw hadden de wegen in modderpoelen veranderd. Het weer hinderde de mobiele strijdkrachten van de Sovjets meer dan de Duitse eenheden. De aanvallen van de Duitse pantserkorpsen brachten de aanval van het 1e Oekraïense Front tot stilstand.
Om het 3e Pantserkorps vrij te maken voor de aanval had het reeds onderbezette 7e Korps een deel van de frontsector van het pantserkorps overgenomen. De hele Duitse linie was onderbemand. Op uitdrukkelijk bevel van Adolf Hitler hadden de rechtervleugel van het 1e Pantserleger en de linkervleugel van het 8ste leger hun posities aan de oever van de Dnjepr gehandhaafd. Hierdoor was er een frontboog van 160 kilometer lang en 140 kilometer breed ontstaan tussen Tsjerkasy en Kaniv.
Op 26 januari 1944 verplaatste maarschalk Nikolaj Vatoetin, bevelhebber van het 1e Oekraïense Front, zijn aandacht naar de rechterflank van het 1e Pantserleger. Twee tankkorpsen van het nieuwe 6e Tankleger vielen aan op de scheidingslijn tussen het 7e Korps en het 42e Korps. Reeds de volgende dag braken ze door de Duitse linie en begonnen hun opmars naar het zuiden. Hube beschikte niet over reserves om deze nieuwe aanval het hoofd te bieden, want het 3de Pantserkorps en het 46e Pantserkorps waren nog steeds in gevecht verwikkeld met het 1e Tankleger. Op 28 januari 1944 omsingelden de Sovjets twee Duitse korpsen nabij Cherkassy. Veldmaarschalk Von Manstein beval het 3e Pantserkorps om de aanval op het 1e Tankleger af te breken, zich om te keren, naar het oosten op te rukken en de omsingeling te verbreken.
Op 4 februari begon de ontzettingspoging, maar de Duitse aanval liep vast in de modder. Langzaam maar zeker baanden de tanks zich een weg naar de omsingelde troepen. De spits werd gevormd door de 1e Pantserdivisie en het Schweres Panzer-Regiment Bäke, bestaande uit een bataljon Tiger-tanks. De 16e Pantserdivisie en de 17e Pantserdivisie beschermden de flanken. Op 10 februari bereikte de voorhoede Lysanka op 12 kilometer van de omsingelde troepen, maar ze konden de laatste heuvelrug niet innemen. Op 16 februari ondernamen de omsingelde korpsen een uitbraakpoging en ongeveer 30.000 soldaten bereikten de Duitse linies. Tijdens hun vlucht hadden ze alle voertuigen, zware wapens en voorraden achtergelaten.
Na de uitbraak begon Von Manstein met de hergroepering van zijn legers. Hij verplaatste het 3e Pantserkorps, bestaande uit vier pantserdivisies en één artilleriedivisie, naar Prokoerov, waar het de strategische reserve van het 1e Pantserleger moest vormen. Het korps had behoefte aan rust en de voertuigen waren toe aan herstelling. Op 1 maart verschoof hij zijn legers naar het noorden. Generaal Hube moest het 7e Korps, dat zijn rechterflank vormde, overdragen aan het 8e Leger, maar als compensatie ontving hij het 59e Korps van het 4e Pantserleger. Het 1e Pantserleger kreeg de verantwoordelijkheid voor de sector van Sjepetovka tot Zjaskiv, ten noorden van Oeman.
Generaal Hube probeerde een nieuwe linie op te bouwen. Het 59e Korps vormde de linkerflank en verdedigde Sjepetovka. Het front van het 24e Pantserkorps vormde een boog van Sjepetovka tot Bar. Aan de rechterflank bevond zich het 46e Pantserkorps, dat de toegangswegen naar Vinnytsja verdedigde.

#### Pocket van Kamenets-Podolsky

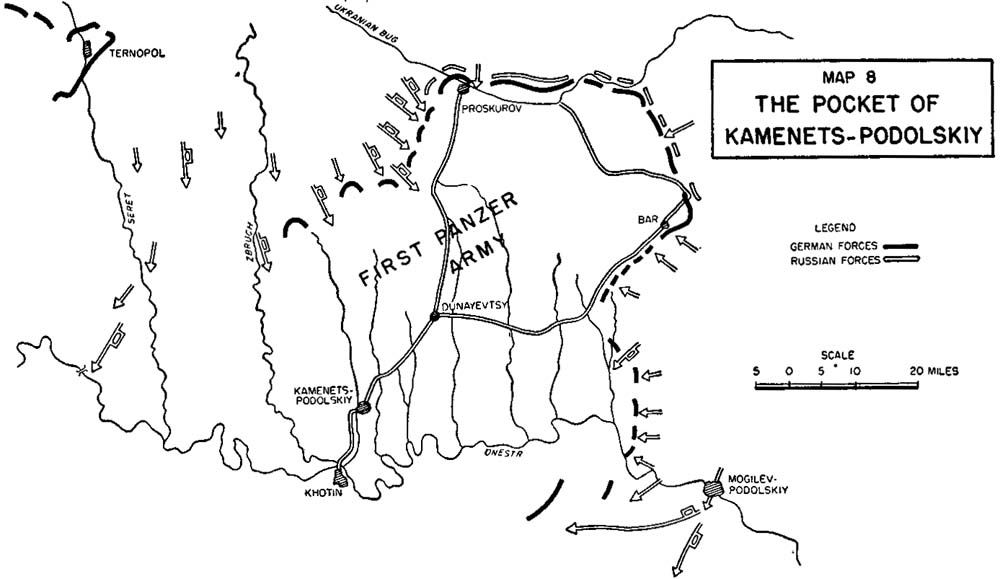
De vorming van de Kessel

Op 4 maart 1944 viel het 1e Oekraïense Front opnieuw aan. Het 60e Leger sloeg een bres in de Duitse linie tussen Sjepetovka en Jampol. Maarschalk Zjoekov, die het bevel had overgenomen nadat maarschalk Nikolaj Vatoetin was gedood bij een aanslag van Oekraïense nationalisten, stuurde het 3e Garde Tankleger en het 1e Gardeleger door de bres. In enkele dagen was de linkerflank van het 1e Pantserleger vernietigd. Het 59e Korps werd naar het zuiden gedreven en raakte geïsoleerd tussen de oprukkende Sovjetlegers. Op 7 maart hadden de Sovjetlegers een bres van 90 km geslagen in de Duitse linie. Ze dreven het 1e Pantserleger en het 4e Pantserleger steeds verder uit elkaar. 
Veldmaarschalk Von Manstein probeerde de situatie te herstellen. Hij gaf generaal Hube bevel om zich terug te trekken en te hergroeperen rond Proskoerov. Het 48e Pantserkorps kreeg de opdracht de flank van het 1e Pantserleger te versterken. Dit korps bevond zich 200 km meer naar het oosten. Het korps slaagde er in tussen de colonnes van het 1e Oekraïense Front te glippen. Een Sovjetgeneraal die een stad veroverde werd in de krant vermeld, maar doordat het 48e Pantserkorps alle steden vermeed, bereikte het zonder noemenswaardige verliezen zijn nieuwe positie.
Beide pantserlegers hadden hun flank versterkt. Het 3e Pantserkorps herstelde het contact met het 59e Korps, dat zich rond Proskoerov bevond. De situatie aan de linkerflank van het 1e Pantserleger stabiliseerde zich en de Duitsers hadden een nederlaag afgewend.
Meer naar het oosten vielen het 2e Tankleger, het 6e Tankleger, het 38e Leger en het 40e Leger van het 2e Oekraïense Front de linkerflank van het 8e Leger aan. De verdediging stortte ineen en de Duitse eenheden sloegen op de vlucht. Op 9 maart viel Oeman en de tankdivisies trokken verder naar Mogilev - Podolsky. Het 46e Pantserkorps, bestaande uit drie verzwakte infanteriedivisies, probeerde de opmars af te remmen ten oosten van de Boeg, maar ze waren niet opgewassen tegen de aanvallers. De terugtocht ontaardde in een vlucht naar de Dnestr.
In het centrum hielden het 3e Pantserkorps en het 24e Pantserkorps stand tegen de aanvallen van het 18e Leger, het 38e Leger en het 40e Leger, maar ze hadden alle reserves moeten inzetten. Hube probeerde zijn onderbemande eenheden te groeperen, maar daardoor werd de frontlijn steeds korter. De restanten van het 59e Korps bevonden zich rond Proskoerov en ze hielden contact met het 48e Pantserkorps. Op de rechterflank probeerde het 46e Pantserkorps zijn stellingen ten noorden en ten zuiden van de Dnestr te behouden. Het 1e Pantserleger bevond zich in een gevaarlijke saillant, want het kon nog enkel worden bevoorraad langs de spoorweg Lviv - Proskoerov en vanuit het zuiden vormde de brug over de Dnjestr bij Hetín de enige bevoorradingsroute.
Maarschalk Zjoekov zag een kans om het 1e Pantserleger te vernietigen. Op 21 maart 1944 begon het 1e Oekraïense Front een nieuwe aanval. Het 1e Gardeleger en het 4e Tankleger verbraken moeiteloos de verbinding tussen het 1e Pantserleger en het 4e Pantserleger, dreven het 48e Pantserkorps naar het westen, zwenkten vervolgens naar het zuiden en rukten op in het gebied tussen de Zbroetsj en Seret. Op 22 maart sneden ze de spoorweg tussen Lemberg en Proskoerov af en de volgende dag bereikte de voorhoede de Dnjestr. Generaal Hube beval de evacuatie van alle niet-gevechtstroepen naar het zuiden over de brug bij Hetín. Het 2e Tankleger rukte langs de zuidelijke oever van de Dnjestr op en op 23 maart veroverden ze Hetín. Het 1e Pantserleger was omsingeld.
Pas na een lange discussie kreeg Von Manstein de toestemming van Hitler om het 1e Pantserleger te laten uitbreken. Generaal Hube gaf de voorkeur om in zuidelijke richting uit te breken zodat ze slechts één rivier moesten oversteken. Maarschalk Zjoekov verwachtte echter een uitbraakpoging in die richting en hij had twee tanklegers ten zuiden van de rivier gepositioneerd. Von Manstein gaf opdracht om naar het westen uit te breken. Bij een uitbraakpoging in westelijke richting moesten de Duitsers drie rivieren oversteken, maar na een succesvolle uitbraak zou het leger in staat zijn de opmars van het 1e Oekraïense Front naar de Karpaten te blokkeren. Een uitbraak naar het zuiden zou de bres in de Duitse linie vergroten.
Generaal Hube verdeelde zijn leger in twee Korpsabteilungen en twee kleinere detachementen. Korpsabteilung Breith bestond uit vijf infanteriedivisies, een jägerdivisie, één pantserdivisie en een gevechtsgroep van de 2e SS-Pantserdivisie. Ook de staf van het 3e Pantserkorps en het 46e Pantserkorps werden aan deze groep toegevoegd. Korpsabteilung Chevallerie werd gevormd door de staven van het 59e Korps en het 24e Pantserkorps, drie infanteriedivisies en vijf pantserdivisies. Gevechtsgroep Mauss werd gevormd door de 1e SS-Pantserdivisie en twee infanteriedivisies en gevechtsgroep Gollnick bestond uit een infanteriedivisie en een artilleriedivisie. In totaal waren 220.000 soldaten, Luftwaffe-personeel, leden van Organisatie Todt en ondersteunende diensten omsingeld. Het leger beschikte slechts over 45 tanks, waaronder 22 Tigertanks.
Elke groep opereerde volledig onafhankelijk. Ze waren verantwoordelijk voor de verdediging, aanval en bevoorrading. De genietroepen stonden onder rechtstreeks bevel van de bevelhebber van de groep. Hube besefte dat mobiliteit zijn belangrijkste wapen was. In plaats van een statische verdediging op te zetten en te wachten op een ontzettingsstrijdmacht, bleef het leger voortdurend in beweging. Hierdoor bleef de moraal van de soldaten hoog. De genietroepen, beschermd door de gevechtseenheden, ruimden de hindernissen op en hielden de wegen vrij.
Op 27 maart begon de uitbraak. Groep Breith veroverde drie bruggen over de Zbroetsj en de genietroepen werkten ononderbroken om de wegen vrij te houden voor tanks, artillerie en andere voertuigen. Op 28 maart slaagde ook de groep Chevallerie om de rivier over te steken. Maarschalk Zjoekov reageerde en hij gaf het 4de Pantserleger opdracht om zich om te keren en naar het noorden op te rukken. Een driedaagse sneeuwstorm gaf de Duitsers de gelegenheid om tussen de Zbroetsj en Seret naar het westen te ontsnappen. Dankzij het slechte weer had de infanterie tijd om de tanks in te halen. Op 4 april staken de laatste Duitse eenheden de Zbroetsj over.
Op 6 april maakte het 1e Pantserleger contact met de voorhoede van het 2e SS-Pantserkorps bij Boetsjatsj. De gevechtseenheden van het 1e Pantserleger kregen munitie, brandstof en voedsel. De gewonden werden naar de achterhoede afgevoerd. Het leger had tijdens de gevechten slechts 5000 man verloren.
Hube kreeg toestemming om zich verder terug te trekken en een nieuwe linie te vormen op de westelijke oever van de Strypa. Hij kreeg de opdracht om een nieuwe verdedigingslinie te vestigen vanaf Kolomyja, aan de voet van de Karpaten langs de samenvloeiing van de Strypa en Dnestr tot aan Boetsjatsj. Het 2e SS-Pantserkorps lanceerde een aanval ten noordoosten van Boetsjatsj om de aftocht van de rest van het leger te dekken. Op 12 april 1944 vestigde het 3e Pantserkorps bruggenhoofden op de zuidelijke oever van de Dnestr. Ondertussen bereikte het 24e Pantserkorps zijn nieuwe posities tussen de Dnestr en Boetsjatsj. Het 59e Korps en het 46e Pantserkorps groeven zich in ten noorden van Boetsjtsj en beschermden de zuidelijke flank van het 4e Pantserleger. In de tweede week van april 1944 kwam het front tot rust.

### Terugtocht naar de Karpaten
Na de ineenstorting van Heeresgruppe Mitte in Operatie Bagration was de noordelijke flank van Heeresgruppe Nordukraine ongedekt. Begin juli 1944 kregen het 4e Pantserleger en het 1e Pantserleger toestemming om zich terug te trekken. Op 14 juli 1944 begon het 1e Oekraïense Front met zijn offensief. Twee legers vielen de linkerflank van het 1e Pantserleger en probeerden de verbinding met het 4e Pantserleger te verbreken. Generaal Raus gebruikte de 1e Pantserdivisie en de 8e Pantserdivisie om het 38e Leger in de flank aan te vallen. De Duitse tanks brachten de aanval tot stilstand, maar verder naar het noorden had het 60e Leger een bres geslagen in de Duitse verdediging. Het 13e Korps verloor het contact met het naburige 4e Pantserleger. Het 1e Oekraïense Front wierp twee tanklegers in de strijd. Door de opening tussen de beide Duitse pantserlegers stroomden de gemechaniseerde eenheden naar het westen. Het Duitse 13e Korps werd omsingeld bij Brody en in enkele dagen volledig vernietigd.
Generaal Raus slaagde er in om een verdedigingslinie rond Lviv op te zetten, die stand hield tegen de aanvallen van het 38ste leger. De verdediging bleek nutteloos, want op 24 juli bereikte het 1e Oekraïense Front de San tussen Jaroslaw en Przemysl, meer dan 70 km ten westen van Lemberg. Op 26 juli 1944 ontruimde generaal Raus de stad en hij trok zijn eenheden in zuidwestelijke richting terug. Het Duitse opperbevel gaf het pas opgerichte Duitse 17e Leger opdracht om de bres tussen het 1e Pantserleger en het 4e Pantserleger te dichten.
Op 15 augustus 1944 nam kolonel-generaal Heinrici het bevel over. Hij begon met de aanleg van een verdedigingslinie aan de voet van de Beskiden. Het 24e Pantserkorps, bestaande uit drie verzwakte infanterie- en één pantserdivisie, vormden de linkerflank van het leger. Het verdedigde de sector tussen Rzeszów en Sanok. De vier infanteriedivisies van het 11e Korps vormden de rechterflank van het leger. Het korps bevond zich tussen Sanok en Toerka. Ook deze divisie waren niet op volle sterkte. Ten oosten van dit korps bevond zich het 49ste bergkorps dat samen met het 5e Hongaarse Korps het 1e Hongaarse Leger vormde. Heinrici legde drie afzonderlijke linies aan. De eerste linie vormde geen ononderbroken verdedigingslinie, maar ze bestond uit kleine observatiebunkers, loopgraven en machinegeweernesten die elkaar konden ondersteunen. Ongeveer 10 km achter de eerste linie lag de tweede linie. Deze linie bestond uit bunkers en versterkte gevechtsstellingen. De boerderijen waren omgebouwd tot forten, beschermd door prikkeldraad. Tussen de eerste en tweede linie lagen uitgestrekte mijnenvelden. Zijn tankreserves bevonden zich achter de tweede linie. Heinrici had zijn tanks en gemechaniseerde kanonnen verscholen in gebouwen, zodat ze uit het zicht van de vliegtuigen bleven. Ondanks de beperkte troepenmacht had hij een sterke verdediging opgebouwd. Hij liet de eenheden op geregelde tijdstippen roteren tussen de beide linies en de achterhoede.

### Slowakije
Op 29 augustus 1944 kwamen de Slowaken in opstand en bedreigden de achterhoede van het 1e Pantserleger. Op 9 september 1944 probeerde het 4e Oekraïense Front een doorbraak te forceren om de Slovaakse opstandelingen te ondersteunen. Na een zware artilleriebarrage vielen het 38e Leger en het 1e Gardeleger de Duitse stellingen aan. De linies lagen voldoende ver van elkaar verwijderd zodat de Sovjets hen niet in één aanval onder de voet konden lopen. De eerste linie vertraagde de aanvallers en gaf Heinrici voldoende tijd om zijn reserves te verzamelen. De mijnenvelden dwongen de Sovjets naar de sterkste posities in de tweede linie. Ondanks zware verliezen brak het 4e Oekraïense Front door de tweede linie, maar een tegenaanval van de 1e Pantserdivisie en een gevechtsgroep van de 8e Pantserdivisie dreef hen terug. De Sovjets concentreerden hun aanvallen op de Duklapas. Het kwam tot zware gevechten, maar het 1e Pantserleger hield stand. Pas op 1 oktober 1944 bereikte het 38e Leger de noordelijk rand van de pas. Na een strijd van zes dagen braken de Sovjets door de Duklapas, maar de strijd in de omringende heuvels duurde nog tot 28 oktober.
Op 18 januari 1945 lanceerde het 4e Oekraïense Front het West-Karpatenoffensief. Het 1e Pantserleger, bestaande uit het 11e Korps en het 49e Bergkorps, werd teruggedreven. Beide korpsen waren ver onder hun nominale sterkte, maar ze beschikten nog over voldoende gemechaniseerde geschutten. Generaal Walyher Nehring hergroepeerde zijn divisies in Kampfgruppen. Hij gebruikte zijn mobiele eenheden om de Sovjets in de flanken aan te vallen. Met deze snelle uitvallen brachten de Duitsers de aanvallers in verwarring. Eind januari kwam het offensief tot stilstand ten oosten van Zywiec. Na hevige gevechten moest het 11de Korps Bielsko opgeven, maar daarna kwam het front tot stilstand. Op 8 mei 1945 capituleerde het 1e Pantserleger.

## Commandanten[1]
| Rang                        | Naam                     | Begin            | Eind             |
| --------------------------- | ------------------------ | ---------------- | ---------------- |
| Kolonel-generaal            | Ewald von Kleist         | 16 november 1940 | 21 november 1942 |
| Generaal der Cavalerie      | Eberhard von Mackensen   | 21 november 1942 | 29 oktober 1943  |
| Generaal der Pantsertroepen | Hans-Valentin Hube       | 29 oktober 1943  | 21 april 1944    |
| Generaal der Infanterie     | Kurt von der Chevallerie | 21 april 1944    | 18 mei 1944      |
| Generaal der Pantsertroepen | Erhard Raus              | 18 mei 1944      | 15 augustus 1944 |
| Kolonel-generaal            | Gotthard Heinrici        | 15 augustus 1944 | 19 maart 1945    |
| Generaal der Pantsertroepen | Walther Nehring          | 19 maart 1945    | 3 april 1945     |
| Generaal der Infanterie     | Wilhelm Hasse            | 3 april 1945     | 8 mei 1945       |

Op 6 juli 1943 werd Eberhard von Mackensen tot kolonel-generaal bevorderd. Op het moment van zijn benoeming kreeg hij het definitieve bevel over het leger. Hans-Valentin Hube werd op 1 april 1944 tot kolonel-generaal bevorderd. Nadat hij op 20 april 1941 het ridderkruis met briljanten had ontvangen, stortte zijn vliegtuig op de terugweg naar het front neer.

### Stafchefs van het 1e Pantserleger[2]
| Rang         | Naam                     | Begin            | Eind             | Opmerking |
| ------------ | ------------------------ | ---------------- | ---------------- | --------- |
| Generalmajor | Kurt Zeitzler            | 25 oktober 1941  | 1 april 1942     |           |
| Generalmajor | Ernst-Felix Faeckenstedt | 24 april 1942    | 15 maart 1943    |           |
| Generalmajor | Walther Wenck            | 15 maart 1943    | 15 maart 1944    |           |
| Generalmajor | Karl Wagener             | 15 maart 1944    | 5 november 1944  |           |
| Oberst       | Ivo-Thilo von Trotha     | 5 november 1944  | 15 februari 1945 |           |
| Oberst       | Ulrich Bürcker           | 15 februari 1944 | 8 mei 1945       |           |

### Eerste Generale Stafofficier (Ia)[2]
| Rang           | Naam                 | Begin            | Eind             | Opmerking |
| -------------- | -------------------- | ---------------- | ---------------- | --------- |
| Major          | Ernst Stübichen      | 25 oktober 1941  | 21 november 1941 |           |
| Oberst         | Wolf Rüdiger Hauser  | 21 november 1941 | 15 november 1943 |           |
| Oberstleutnant | Martin von Gravenitz | 15 november 1943 | 7 december 1944  |           |
| Oberstleutnant | Peter Sauerbruch     | 15 december 1944 | 8 mei 1945       |           |